# Joensuu Wolves 2024
Questa voce raccoglie le informazioni riguardanti gli Joensuu Wolves nelle competizioni ufficiali della stagione 2024.

## III-divisioona 2024

### Stagione regolare
| Porvoo 9 giugno 2024, ore 14:00 1ª giornata | Lappeenranta Razorbacks | 16 – 42 referto | Joensuu Wolves | Lukiokadun pallokenttä |

| Porvoo 9 giugno 2024, ore 16:00 1ª giornata | Joensuu Wolves | 8 – 50 referto | Porvoon Teurastajat | Lukiokadun pallokenttä |

| Joensuu 6 luglio 2024, ore 12:00 2ª giornata | Porvoon Teurastajat | 44 – 26 referto | Joensuu Wolves | Mehtimäen tekonurmi |

| Joensuu 6 luglio 2024, ore 16:00 2ª giornata | Joensuu Wolves | 44 – 0 (16-0 28-0) referto | Malmi Blaze | Mehtimäen tekonurmi |

| Lappeenranta 10 agosto 2024, ore 14:00 4ª giornata | Malmi Blaze | 0 – 36 (0-36 0-0) referto | Joensuu Wolves | Lauritsalan kenttä |

| Lappeenranta 10 agosto 2024, ore 16:00 4ª giornata | Joensuu Wolves | 28 – 14 (12-0 0-0 16-14) referto | Lappeenranta Razorbacks | Lauritsalan kenttä |

### Playoff
| Porvoo 25 agosto 2024, ore 13:00 Semifinale | Joensuu Wolves | - – - (non disputata) referto | Lappeenranta Razorbacks | Porvoon pallokenttä |

| Porvoo 25 agosto 2024, ore 17:00 Äijämalja | Porvoon Teurastajat | 42 – 16 (28-8 14-8) referto | Joensuu Wolves | Porvoon pallokenttä |

### Statistiche di squadra
| Competizione      | %Vittorie | In casa | In casa | In casa | In casa | In casa | In casa | In trasferta | In trasferta | In trasferta | In trasferta | In trasferta | In trasferta | Totale | Totale | Totale | Totale | Totale | Totale |
| Competizione      | %Vittorie | G       | V       | N       | P       | Pf      | Ps      | G            | V            | N            | P            | Pf           | Ps           | G      | V      | N      | P      | Pf     | Ps     |
| ----------------- | --------- | ------- | ------- | ------- | ------- | ------- | ------- | ------------ | ------------ | ------------ | ------------ | ------------ | ------------ | ------ | ------ | ------ | ------ | ------ | ------ |
| Stagione regolare | .667      | 3       | 2       | 0       | 1       | 80      | 64      | 3            | 2            | 0            | 1            | 104          | 60           | 6      | 4      | 0      | 2      | 184    | 124    |
| Playoff           | .000      | 0       | 0       | 0       | 0       | 0       | 0       | 1            | 0            | 0            | 1            | 16           | 42           | 1      | 0      | 0      | 1      | 16     | 42     |
| Totale            | .571      | 3       | 2       | 0       | 1       | 80      | 64      | 4            | 2            | 0            | 2            | 120          | 102          | 7      | 4      | 0      | 3      | 200    | 166    |